# Wake Up! (chanson d'AAA)
Singles de AAA
Love
(2014) Sayonara no Mae ni
(2014)
Wake Up! est le 40esingle du groupe AAA sorti sous le label Avex Trax le 2 juillet 2014 au Japon. Il arrive 3e à l'Oricon. Il se vend à 40 708 exemplaires la première semaine et reste classé 14 semaines pour un total de 54 074 exemplaires vendus en tout durant cette période.
Wake Up! a été utilisé comme 17e opening pour l'anime One Piece et pour fêter les 15 ans de cet anime. Wake Up! et Kaze ni Kaoru Natsu no Kioku se trouvent sur l'album Gold Symphony.

## Liste des titres
| 1. | Wake Up!                                                                      |  |
| 2. | Kaze ni Kaoru Natsu no Kioku (風に薫る夏の記憶)                               |  |
| 3. | We Are! (original de : Kitadani Hiroshi) (ウィーアー! (version CD seulement)) |  |
| 4. | Wake Up! (Instrumental)                                                       |  |
| 5. | Kaze ni Kaoru Natsu no Kioku (Instrumental) (風に薫る夏の記憶)                |  |
| 6. | We Are! (Instrumental) (ウィーアー! (version CD seulement))                   |  |

| 1. | Wake Up! (Clip Vidéo) |  |
| 2. | Wake Up! (Making Of)  |  |